# USS Helena (CA-75)
Lo USS Helena (hull classification symbol CA-75) è stato un incrociatore pesante di classe Baltimore, terza nave della Marina degli Stati Uniti a prendere il nome dalla città di Helena, Montana.
Originariamente impostata come USS Des Moines, fu rinominata Helena durante la costruzione in seguito alla cancellazione del 5 ottobre 1944 dell'incrociatore leggero di classe Fargo USS Helena (CL-113).
Il contratto di costruzione venne assegnato alla Bethlehem Steel di Quincy, Massachusetts. Il varo avvenne il 28 aprile 1945 sotto il patrocinio del signora John T. Haytin, moglie del sindaco di Helena e entrò in servizio il 4 settembre 1945 con l'allora comandante Arthur Howard McCollum al comando.

## Storia

### Anni '40
L'Helena completò il suo allestimento nell'area di Boston, Massachusetts, dove il 24 ottobre 1945 partì per New York City, che raggiunse il giorno successivo, per prendere parte alla straordinaria celebrazione del ruolo della Marina degli Stati Uniti nella vittoria della seconda guerra mondiale che segnò il Navy Day, il 27 ottobre 1945. Dopo due crociere di prova e periodi di addestramento a Guantánamo Bay, a Cuba, l'Helena tornò a Boston nel febbraio 1946 per prepararsi per il suo primo dispiegamento, una crociera intorno al mondo. L'incrociatore pesante partì da Boston il 12 febbraio 1946 per l'Inghilterra, dove l'ammiraglio H. Kent Hewitt salì a bordo e issò la sua bandiera come comandante delle forze navali europee e comandante della 12ª flotta. Durante i tre mesi successivi, Helena condusse esercitazioni di addestramento nelle acque del Nord Europa e fece visite di buona volontà ai principali porti in Inghilterra e Scozia.
Sollevata dal ruolo di nave ammiraglia il 1° maggio 1946, lo USS Helena partì per l'Asia orientale attraverso il Canale di Suez, toccando i principali porti del Mediterraneo; Colombo, Sri Lanka; e Singapore prima di arrivare a Qingdao, Cina, il 18 giugno 1946. Durante il suo tour nell'Asia orientale, l'Helena prese parte a un'ampia varietà di esercitazioni di addestramento e manovre di flotta fino a quando finalmente lasciò il porto di Shanghai, Cina, il 22 marzo 1947 per raggiungere gli Stati Uniti dopo più di un anno in acque straniere.
Dopo le operazioni di addestramento nelle acque della California, l'Helena ripartì ancora una volta per l'Asia orientale il 3 aprile 1948, arrivando a Shanghai ventiquattro giorni dopo. Per tutta l'estate e l'autunno del 1948, operò principalmente nelle acque cinesi, tornando a Long Beach, California, nel dicembre 1948.
Helena trascorse gran parte della primavera del 1949 ad addestrare un nuovo equipaggio e nel maggio 1949 partì per addestrare i riservisti della Marina, tornando a Long Beach per una conversione necessaria per equipaggiarla per poter trasportare un elicottero. Durante luglio e agosto 1949, Helena prese parte a un dispiegamento di addestramento in mare di sei settimane per gli uomini del Naval Reserve Officers' Training Corps alle isole Galapagos e a Panama. Prese poi parte all'operazione Miki, un'esercitazione di addestramento anfibia congiunta dell'esercito degli Stati Uniti e della marina statunitense nelle isole Hawaii condotta nel novembre 1949.
Successivamente proseguì per Yokosuka, Giappone, Hong Kong e infine verso le Filippine, dove condusse esercitazioni di addestramento. Ritornò in Giappone nel gennaio 1950, e subito dopo visse i momenti salienti del suo servizio come nave ammiraglia della Settima Flotta degli Stati Uniti quando i Capi di Stato Maggiore Congiunti, allora in tournée nell'Asia orientale, si imbarcarono il 2 febbraio 1950. Durante il resto del suo tour nell'Asia orientale, eseguì un programma di esercitazioni di flotta su larga scala al largo di Okinawa e visite ai porti giapponesi. Partì per gli Stati Uniti il 21 maggio 1950.

### Anni '50

#### Guerra di Corea

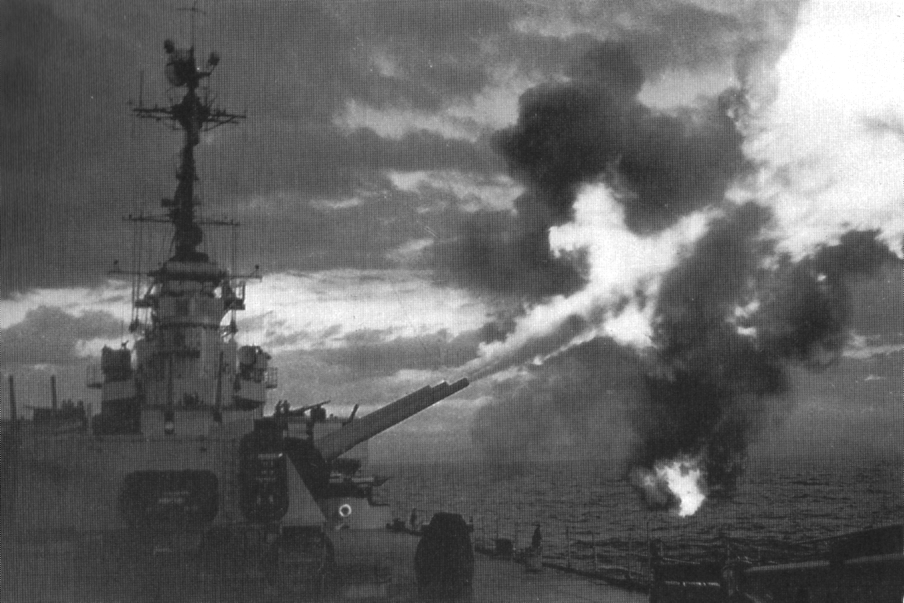
Lo USS Helena spara con i suoi cannoni da 203 mm nell'agosto 1950 durante la guerra di Corea.

Il programma dello USS Helena prevedeva l'intera estate fermo a Long Beach, California, seguita da una revisione al cantiere navale di San Francisco. All'improvviso giunse la notizia dell'aggressione comunista in Corea. L'incrociatore venne preparato in fretta per poter salpare e, il 6 luglio 1950, si diresse rapidamente verso ovest. Fermandosi a Pearl Harbor, Hawaii, solo per fare scorta di munizioni, attraversò il Pacifico e si mise in azione sulla costa orientale della Corea. Il 7 agosto, scatenò per la prima volta i suoi cannoni su un obiettivo nemico: scali ferroviari, treni e la centrale elettrica vicino a Tanch'ŏn.
In qualità di ammiraglia del Bombardment Task Group, Helena martellò le posizioni nemiche, contribuendo in modo incommensurabile a tenere gli invasori fuori equilibrio e impedendo loro di organizzare una formidabile offensiva, mentre le forze delle Nazioni Unite si preparavano a passare all'offensiva. Operazioni come la sua fornirono la diversione necessaria per coprire, il 15 settembre 1950, il potente assalto anfibio a Incheon. In seguito, lo USS Helena fornì supporto di fuoco alle truppe coreane che spingevano gli invasori verso nord lungo la costa orientale, e fu proprio la potenza di fuoco concentrata dell'incrociatore classe Baltimore ad aiutare a creare una diversione a Samcheok e nella riconquista di Pohang.
Nonostante il suo valore nelle acque coreane, l'Helena non poteva più rimandare la revisione e nel novembre del 1950 arrivò a Long Beach per prepararsi al periodo in cantiere, periodo che era stato rinviato due volte.
Ultimata la revisione, si presentò in servizio a Sasebo, in Giappone, il 18 aprile 1951, e fu assegnata alla Task Force 77, il gruppo di portaerei veloci che effettuava attacchi aerei giornalieri contro il nemico. Mentre operava come supporto pesante per le portaerei, lo USS Helena venne spesso distaccata per colpire obiettivi costieri. Nel giugno 1951, fu occupata quasi continuamente nel fuoco di interdizione contro obiettivi lungo la costa orientale della Corea, successivamente tornò alla Task Force. Al crepuscolo di un giorno di fine luglio, lo USS Helena fu scavalcata e poi colpita da colpi di arma da fuoco costieri. I danni furono lievi e, girando rapidamente attorno al porto nella manovra che venne chiamata "la danza di guerra", Helena scatenò un rapido fuoco continuo che distrusse sette postazioni di cannoni nemiche e un deposito di munizioni. Dopo una breve tregua a Yokosuka, tornò di nuovo alla Task Force, ma fu presto distaccata per un servizio speciale a supporto di un massiccio attacco aereo su depositi di rifornimento e scali ferroviari a Rason, fungendo da picchetto radar.
L'accurata artiglieria dell'Helena fu successivamente ricercata dall'Ottava Armata, per la quale sparò contro tredici bersagli in aiuto dell'avanzata della fanteria. Il suo sostegno alle forze di terra continuò con missioni lanciate per le unità dei Marines e dell'Esercito della Repubblica di Corea. Il 20 settembre 1951 tornò a Yokosuka. Qui, durante una cerimonia sui suoi ponti, il presidente coreano Syngman Rhee consegnò alla Task Force 95 la prima Korean Presidential Unit Citation assegnata a un'unità navale. Lo USS Helena ricevette il premio per le sue operazioni eseguite nell'autunno del 1950.
Dopo essere rientrato nella Task Force, all'Helena fu ordinato di prestare servizio come nave di supporto antincendio nell'area di Hungnam-Hamhung. Con il suo elicottero che forniva il consueto efficiente avvistamento, sparò con grande successo su ponti ferroviari e autostradali, scali di smistamento e postazioni di cannoni per le successive 2 settimane.
L'incrociatore pesante classe Baltimore tornò a Long Beach l'8 dicembre 1951, dove la sua intera batteria di nove cannoni da 8 pollici (200 mm) fu sostituita. A febbraio iniziò l'addestramento per il ritorno in Estremo Oriente. Uno dei momenti salienti di questo periodo di addestramento avvenne dal 14 al 23 febbraio 1952, quando prese parte alla "Lex Baker One", l'esercitazione di addestramento su larga scala tenutasi dallo scoppio della guerra di Corea. A questa operazione presero parte attiva oltre 70 navi e 15.000 marinai e marines.

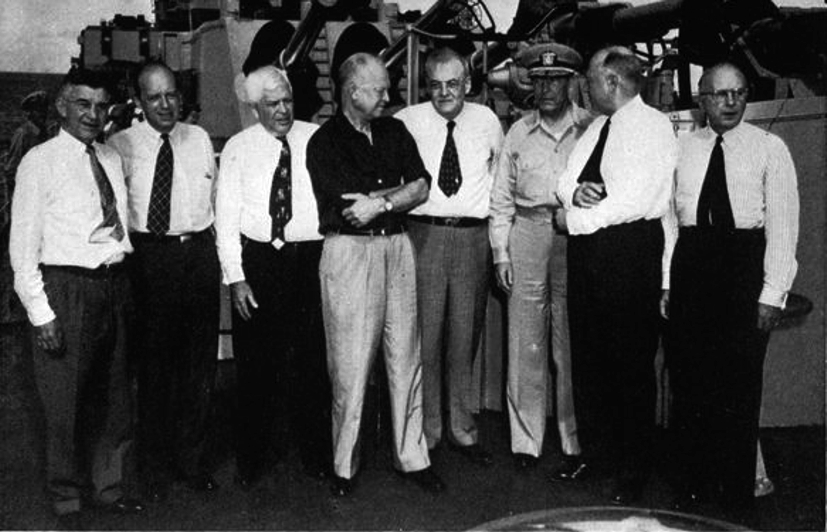
Il presidente eletto degli Stati Uniti Dwight D. Eisenhower con i membri del suo futuro gabinetto a bordo dell'USS Helena

Helena arrivò ancora una volta a Yokosuka l'8 giugno 1952 e il giorno successivo si mise in viaggio per incontrarsi con la Task Force 77 al largo delle coste della Corea. Per 5 mesi la sua missione fu ancora una volta quella di bombardare edifici, distruggere postazioni di difesa e distruggere strutture di trasporto. L'incrociatore eseguì anche il salvataggio aereo di piloti, due dei quali si trovavano in territorio nemico.
Il 24 novembre 1952, l'Helena fu sollevata dai suoi normali compiti a Yokosuka e cinque giorni dopo salpò per una missione speciale. Fece scalo prima a Iwo Jima dove il 1° dicembre l'ammiraglio Arthur W. Radford, comandante in capo della flotta del Pacifico, salì a bordo dell'Helena in elicottero per una breve visita. Due giorni dopo si recò a Guam, dove il presidente eletto Dwight D. Eisenhower, con molti dei suoi potenziali membri del gabinetto, e l'ammiraglio Radford si imbarcarono per il passaggio a Pearl Harbor. A bordo si tennero conferenze politiche di alto livello. Gli illustri passeggeri dell'Helena sbarcarono a Pearl Harbor l'11 dicembre 1952 e successivamente l'incrociatore pesante classe Baltimore tornò a Long Beach il 16 dicembre.

#### Dopo la guerra di Corea
Lo USS Helena partì per l'Estremo Oriente il 4 agosto 1953 per unirsi alla Task Force 77 dispiegata nel Mar del Giappone e, dopo un altro viaggio negli Stati Uniti per eseguire un ciclo di manutenzione e addestramento, l'11 ottobre 1954 si unì alla 7ª flotta a Yokosuka come nave ammiraglia. L'Helena trascorse gran parte del suo tempo nelle acque al largo di Taiwan. I momenti salienti del servizio dell'Helena durante questo periodo di servizio avvennero nel febbraio 1955 durante l'evacuazione delle Isole Dachen. Queste isole al largo rappresentavano un possibile punto di contesa tra i cinesi nazionalisti e comunisti; e si decise di neutralizzarli mediante l'evacuazione. Il 6 febbraio arrivò l'esecuzione da parte del presidente Eisenhower e la flotta, guidata dall'Helena, prese il via. Alle 15:00 del 9 febbraio 1955, con lo USS Helena di pattuglia, tutti i civili vennero portati in salvo dalle isole, per un totale di 18.000 persone. All'inizio del 12 febbraio le rimanenti 20.000 unità nazionaliste furono rimosse e, mentre l'Helena si spostava di pattuglia nella retroguardia, la Task Force salpò verso sud.
Dopo 6 mesi di addestramento nelle acque nazionali, lo USS Helena salpò nuovamente per Yokosuka, arrivando il 25 gennaio 1956. Durante i 6 mesi di dispiegamento in mare aperto, operò ancora una volta principalmente nell'area di Taiwan e brevemente nelle acque filippine. Tornò a Long Beach l'8 luglio dello stesso anno. Mentre erano lì furono eseguite delle modifiche sostituendo i suoi alberi di prua e di poppa e racchiudendo la navigazione e i ponti della bandiera.
Le esercitazioni, che includevano il lancio del missile Regulus I dai dispositivi di lancio dell'Helena, continuarono per 9 mesi. Successivamente, il 10 aprile 1957, si diresse per un altro dispiegamento in Estremo Oriente.
Il 19 ottobre lo USS Helena tornò a Long Beach. Dopo una importante revisione completata il 31 marzo 1958 e un intenso addestramento, incluso il lancio di missili, salpò di nuovo verso ovest.
Il dispiegamento dell'Helena in Estremo Oriente iniziò il 3 agosto 1958. Il suo primo scalo fu Keelung, Taiwan, dove attraccò il 21 agosto. Il giorno successivo, studenti e docenti del Taiwan National Defense College vennero ricevuti a bordo per un tour della nave. Il programma dell'USS Helena prevedeva successivamente una visita a Manila, ma la crisi provocata dai bombardamenti comunisti cinesi delle isole al largo di Quemoy e Matsu, governate dai nazionalisti, interruppe le normali operazioni. Nelle settimane successive l'incrociatore pesante classe Baltimore pattugliò la zona problematica. Il 7 settembre navigò fino a 10 miglia (16 km) dalla terraferma cinese, coprendo le navi di rifornimento nazionaliste cinesi che rifornivano l'isola di Quemoy. 
Il 9 ottobre 1958, mentre era al largo delle Filippine, allo USS Helena venne comunicato di procedere in aiuto di una nave mercantile colpita di registro norvegese, la Hoi Wong, che si era incagliata sulla barriera corallina di Bombay nelle isole Paracelso. L'Helena raggiunse il luogo alle 10:00 del 10 ottobre 1958. I suoi elicotteri salvarono uomini, donne e bambini, che trasportò successivamente nel porto sicuro di Hong Kong. I suoi uomini avevano portato a termine con abilità e coraggio una difficile missione umanitaria, ciò comportò un ulteriore contributo al rafforzamento delle relazioni americane con le nazioni asiatiche. In seguito l'incrociatore riprese le operazioni di pattugliamento e di preparazione fino al suo ritorno a Long Beach, avvenuto il 17 febbraio 1959.

### Anni '60
Il 5 gennaio 1960 lo USS Helena eseguì un dispiegamento per il Pacifico occidentale in compagnia della USS Yorktown e della sua scorta del Destroyer Squadron 23. Il gruppo da battaglia eseguì scali in Corea e Taiwan per poi prendere parte all'operazione Blue Star, una delle più grandi esercitazioni anfibie in tempo di pace della nostra storia.
Dopo un periodo in Giappone, l'Helena salpò con la USS Ranger e la Saint Paul per Guam. Il 24 aprile 1960 l'incrociatore classe Baltimore, in compagnia dei cacciatorpediniere USS Taylor e USS Jenkins, salpò per l'Australia. Successivamente fece ritorno a Long Beach dove, tra giugno e novembre, venne sottoposta a un'ampia revisione. A metà gennaio 1961 divenne l'ammiraglia permanente del Comandante della 1ª Flotta.
Il 17 maggio 1961, guidate dall'Helena, dodici navi della prima flotta organizzarono una dimostrazione di potenza di fuoco per più di 700 membri dell'American Ordnance Association. A giugno l'incrociatore leggero, con a bordo otto ospiti del Segretario della Marina, andò in crociera a Portland, nell'Oregon, per il Festival delle rose.
Nei mesi successivi, lo USS Helena si unì all'esercitazione Tail Wind, incontrandosi con l'incrociatore Los Angeles, la fregata missilistica Coontz e il cacciatorpediniere di scorta formando così la più grande "Fleet Sail" degli ultimi 4 anni. Lo USS Helena visitò i principali porti dell'Estremo Oriente, navigando dentro il tifone Olga al largo di Hong Kong. Successivamente tornò a San Diego, in California, il 6 ottobre, per partecipare presto all'esercitazione Covered Wagon. Durante il resto dell'anno, lo USS Helena partecipò a un'ulteriore importante dimostrazione della flotta osservata dal capo delle operazioni navali, l'ammiraglio George W. Anderson. La sua ultima operazione dell'anno fu' l'esercitazione denominata "Black Bear".
Tra il 1961 e il 1962, lo USS Helena operò nella costa occidentale degli Stati Uniti e nelle acque del Pacifico occidentale, prendendo parte a diverse operazioni anfibie con navi della 1ª flotta ed elementi della 1st Marine Division e della 3rd Marine Aircraft Wing. L'Helena imbarcò ufficiali stranieri e di stato maggiore dal Naval War College nel marzo 1962 e due gruppi di membri della Navy League si impegnarono in crociere di orientamento in giugno e agosto.
Alla fine del 1962, l'Helena doveva essere radiata presso il cantiere navale di Long Beach. Il 18 marzo 1963, il comandante della 1ª flotta spostò la sua bandiera sul Saint Paul.

### Destino finale
Lo USS Helena fu messo fuori servizio nella riserva il 29 giugno 1963, dopo aver scontato (appena due mesi prima) 18 anni consecutivi di servizio. L'Helena fu trasferito il 30 giugno 1963 alla flotta della Riserva del Pacifico del Gruppo San Diego. Il 1° gennaio 1974 l'Helena venne ufficialmente radiata venendo rimossa dal registro navale e venduta a Levin Metals Co., San Jose, California, il 13 novembre 1974. Venne successivamente demolito a Richmond, California l'anno successivo.
La campana d'incrociatore leggero, la catena dell'ancora e una delle sue eliche si trovano nel centro di Helena, nel Montana, sul terreno del Walking Mall, fuori dalla Biblioteca della contea di Lewis & Clark.

## Comandanti
Lista di comandanti dell'USS Helena e relativa data di assunzione del comando:
1. Capitano Arthur Howard McCollum: 4 settembre 1945;
2. Capitano Robert Eugene Blue: 5 ottobre 1946;
3. Comandante Waldemar Frederick August Wendt: 15 luglio 1947;
4. Capitano William Page Burford: 7 agosto 1947;
5. Capitano George Crosby Towner Sr.: 3 agosto 1948;
6. Capitano Howard Lyman Collins: 24 settembre 1949;
7. Capitano Harold Oscar. "Swede" Larson: 12 luglio 1950;
8. Capitano Lawrence H. Martin: 2 agosto 1951;
9. Capitano Walter Leo. Dyer: 19 gennaio 1952;
10. Capitano James Edward Cohn: 6 febbraio 1953;
11. Capitano Frank Marshall Adamson: 11 giugno 1954;
12. Capitano Harry Smith: 22 luglio 1955;
13. Capitano Arthur Finn Spring: 6 ottobre 1956;
14. Capitano James Thomas Jay: 7 dicembre 1957;
15. Capitano Nels Clarence Johnson: 5 marzo 1959;
16. Capitano Draper Laurence Kauffman: 23 aprile 1960;
17. Capitano William Conrad Abhau: 4 febbraio 1961;
18. Capitano Oliver Walton Bagby Jr.: 31 dicembre 1962;

## Riconoscimenti
|                             |  |                                                                                     |  |                             |
| Template:Ribbon devices/alt |  | Template:Ribbon devices/alt                                                         |  | Template:Ribbon devices/alt |
| Template:Ribbon devices/alt |  | Template:Ribbon devices/alt                                                         |  | Template:Ribbon devices/alt |
| Template:Ribbon devices/alt |  | Bronze star · Bronze star · Bronze star · Bronze star · Template:Ribbon devices/alt |  | Template:Ribbon devices/alt |
| Template:Ribbon devices/alt |  | Template:Ribbon devices/alt                                                         |  | Template:Ribbon devices/alt |

## Galleria d'immagini

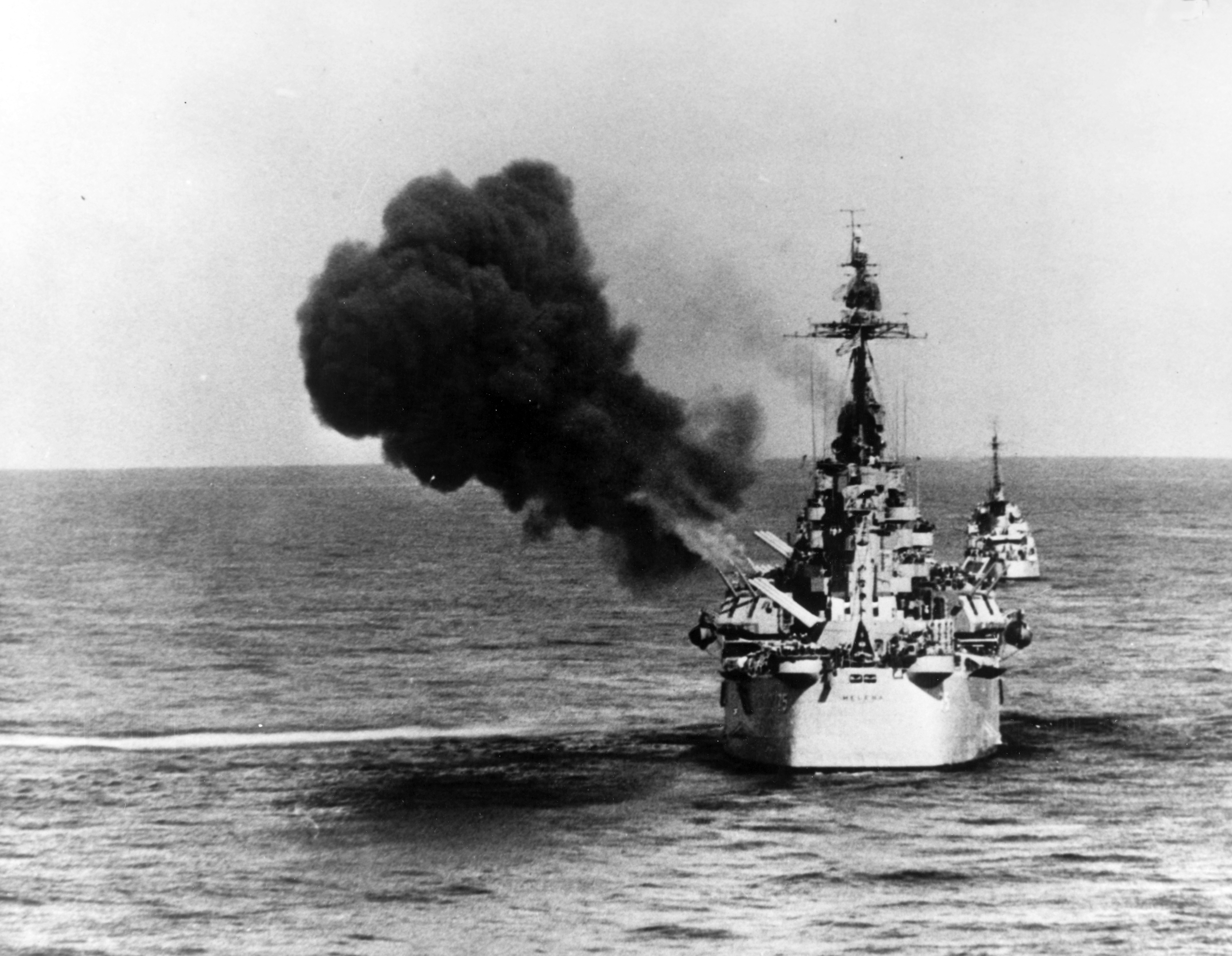
Lo USS Helena spara con i suoi cannoni da 203/55mm a Chongjin, Corea del Nord, il 12-13 ottobre 1950.
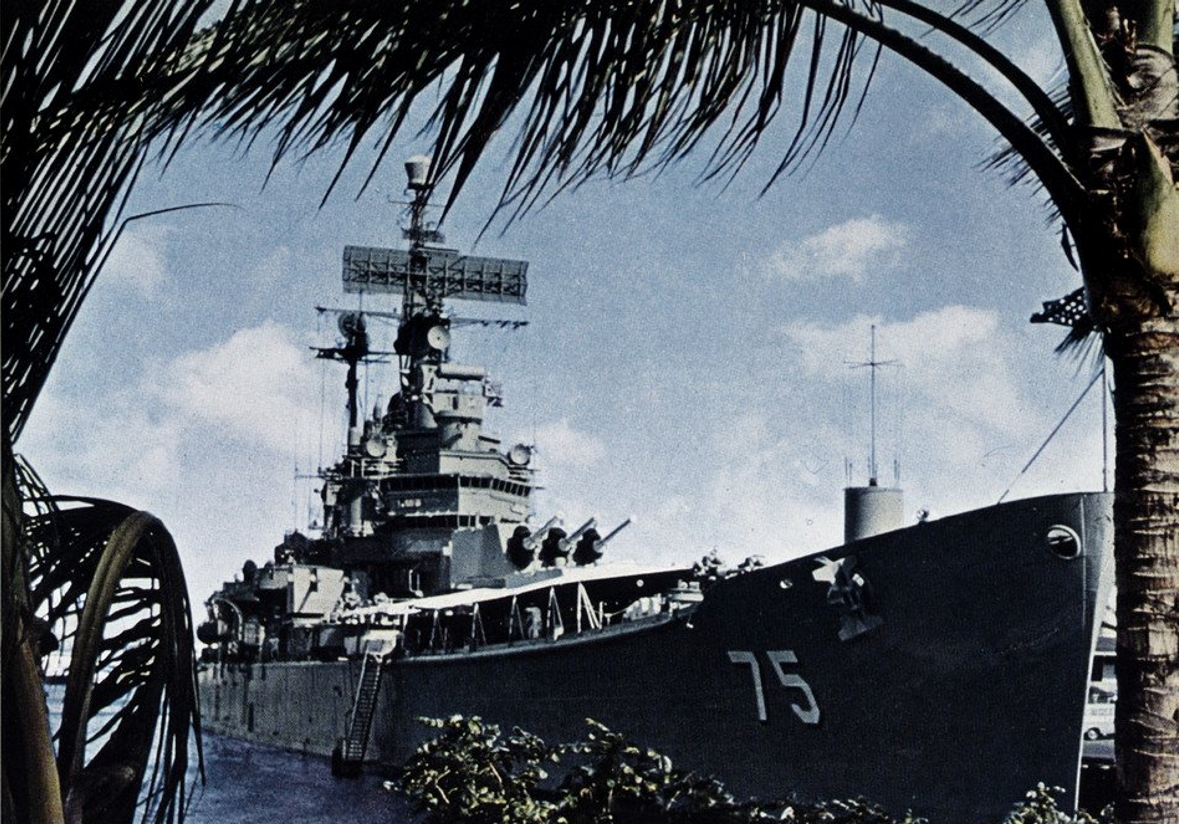
Lo USS Helena nel porto di Pearl Harbor, Hawaii, nel 1961.
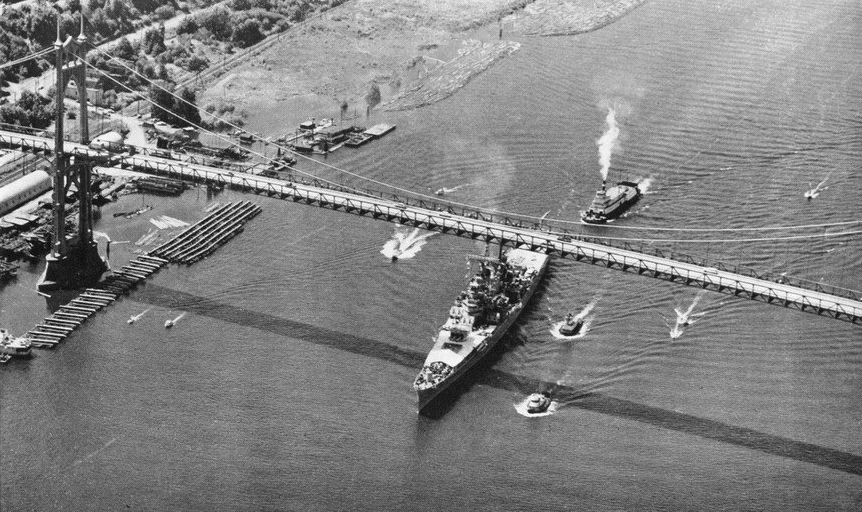
Foto aerea del USS Helena in ingresso nel porto di Portland, Oregon, nel giugno del 1961.
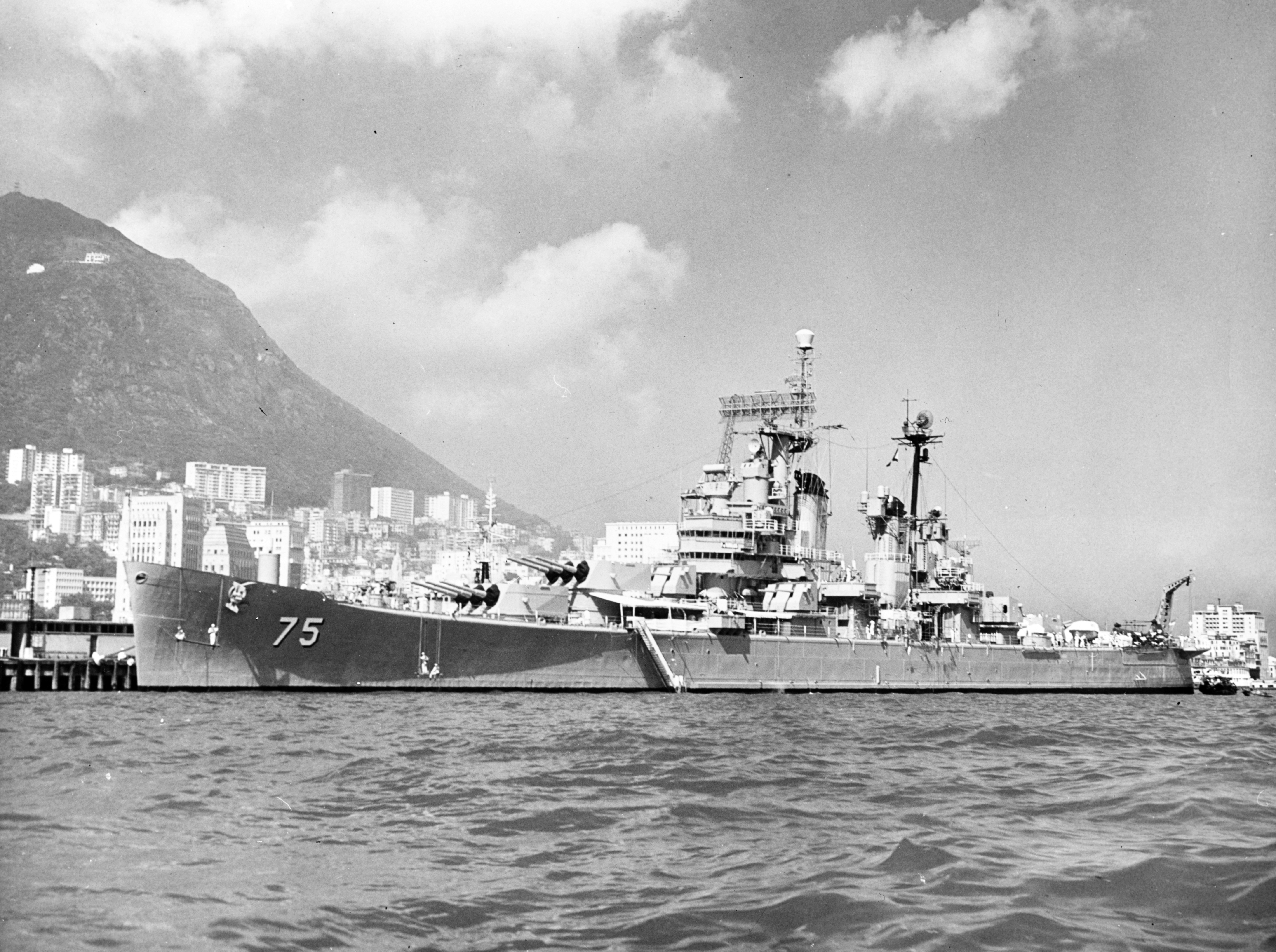
L'Helena nel porto di Hong Kong, tra il 1961 e il 1962.